# فرانك بارسونز
فرانك بارسونز (بالإنجليزية: Frank Parsons)‏ (29 أكتوبر 1947 في المملكة المتحدة - ) هو لاعب كرة قدم بريطاني في مركز حراسة المرمى. شارك مع منتخب ويلز تحت 21 سنة لكرة القدم. أما مع النوادي، فقد لعب مع كارديف سيتي وكريستال بالاس ونادي ريدنغ ونادي فولهام ونادي وكينغ ونادي سلاو تاون وStaines Town F.C. ‏.

## وصلات خارجية
- فرانك بارسونز على موقع قاعدة بيانات كرة القدم.إي يو (الإنجليزية)